# Tony Barry
Tony Barry (Ipswich, 28 agosto 1941 – Murwillumbah, 21 dicembre 2022) è stato un attore e attivista australiano.

## Biografia
Nacque a Ipswich, Queensland. Fu un attivista per i diritti ambientali, considerandosi "un Kiwi onorario". Prese parte a raduni politici e fu volontario per vari programmi di riabilitazione per gruppi per i diritti indigeni.
Dopo aver recitato nella serie televisiva The Box dal 1975 al 1976, iniziò la sua carriera cinematografica nel 1977 con The Mango Tree. Successivamente prese parte a diversi film australiani e neozelandesi di successo, tra cui Newsfront, Goodbye Pork Pie, The Odd Angry Shot, We of the Never Never, Australia e Home for Christmas, per il quale ha vinto il premio come miglior attore ai New Zealand Film and TV Awards nel 2010.
Recitò in quasi 60 lungometraggi e oltre 45 serie televisive, sia in Australia che in Nuova Zelanda. Nel 2014 ricevette il premio Film Critics Circle of Australia per il suo "straordinario contributo all'industria cinematografica australiana".
Il suo ultimo ruolo fu nella prima stagione della serie drammatica della ABC Bay of Fires, uscita l'anno dopo la sua scomparsa.

### Malattia e morte
Nei primi anni duemila gli fu diagnosticato un melanoma. Nel 2014, durante le riprese The Time of Our Lives, gli fu amputata la gamba sinistra sopra il ginocchio a causa della malattia. È morto il 21 dicembre del 2022, all'età di 81 anni, a Murwillumbah, nel Nuovo Galles del Sud.

## Filmografia parziale

### Cinema
- Little Boy Frost, regia di Terry Bourke (1978)
- Beyond Reasonable Doubt, regia di John Laing (1980)
- Hard Knocks, regia di Don McLennan (1980)
- Il bambino e il grande cacciatore (The Earthling), regia di Peter Collinson (1980)
- Goodbye Pork Pie, regia di Geoff Murphy (1981)
- We of the Never Never, regia di Igor Auzins (1982)
- Coca Cola Kid (The Coca-Cola Kid), regia di Dušan Makavejev (1985)
- I Own the Racecourse, regia di Stephen Ramsey (1985)
- Il mistero del lago scuro (Frog Dreaming), regia di Brian Trenchard-Smith (1986)
- Shame, regia di Steve Jodrell (1988)
- Never Say Dye, regia di Geoff Murphy (1988)
- Breaking Through, regia di Jackie McKimmie (1990)
- Lady Vendetta, regia di Park Chan-wook (2005)
- Australia, regia di Baz Luhrmann (2008)

### Televisione
- Skippy il canguro (Skippy the Bush Kangaroo) – serie TV, (1968-1970)
- Wandin Valley (A Country Practice) – serie TV, 8 episodi (1982-1993)
- Halifax – serie TV, un episodio (2000)
- All Saints – serie TV, 4 episodi (1999-2006)
- Rake – serie TV, 2 episodi (2012)
- Harrow – serie TV, 6 episodi (2018-2020)

## Doppiatori italiani
Nelle versioni in italiano delle opere in cui ha recitato, Tony Barry è stato doppiato da:
- Alessandro Rossi in L'Ombra del Cobra
- Pietro Biondi in BlackJack
- Ugo Maria Morosi in Harrow
- Bruno Alessandro in Harrow (ep. 3x05)